# Декалог ОУН

Текст сучасний:
Я — Дух одвічної стихії, що зберіг Тебе від татарської потопи й поставив на грані двох світів творити нове життя:
1. Здобудеш Українську Державу, або загинеш у боротьбі за Неї.
2. Не дозволиш нікому плямити слави, ні честі Твоєї Нації.
3. Пам'ятай про великі дні наших Визвольних змагань.
4. Будь гордий з того, що Ти є спадкоємцем боротьби за славу Володимирового Тризуба.
5. Пімсти смерть Великих Лицарів.
6. Про справу не говори, з ким можна, а з ким треба.
7. Не завагаєшся виконати найнебезпечнішого чину, якщо цього вимагатиме добро справи.
8. Ненавистю і безоглядною боротьбою прийматимеш ворогів Твоєї Нації.
9. Ні просьби, ні грозьби, ні тортури, ані смерть не приневолять тебе виявити тайни.
10. Змагатимеш до посилення сили, слави, багатства й простору Української Держави.

## Історія написання
Декалог ОУН — 10 заповідей українського націоналіста. У перекладі з грецької означає буквально "Десять тверджень". Сам Декалог своєю структурою нагадує біблейські Десять божих заповідей. В сучасних текстах частіше можна зустріти згадування про нього під назвою "Декалог Українського Націоналіста".
Первісна версія заповідей, видана в 1929 році:
1. Здобудеш Українську Державу, або загинеш у боротьбі за Неї.
2. Не дозволиш нікому плямити слави, ні честі Твоєї Нації.
3. Пам'ятай про великі дні наших Визвольних змагань.
4. Будь гордий з того, що Ти є спадкоємцем боротьби за славу Володимирового Тризуба.
5. Пімсти смерть Великих Лицарів.
6. Про справу не говори, з ким можна, а з ким треба.
7. Не завагаєшся виконати найбільший злочин, якщо цього вимагатиме добро справи.
8. Ненавистю і підступом прийматимеш ворогів Твоєї Нації.
9. Ні просьби, ні грозьби, ні тортури, ані смерть не приневолять тебе виявити тайни.
10. Змагатимеш до посилення сили, слави, багатства й простору Української Держави, навіть шляхом поневолення чужинців.

10 заповідей українського націоналіста були святою основою для кожного члена ОУН. Декалог вчили на память, зачитували на початку кожного зібрання.
Автор (опрацював) один з засновників ОУН Ленкавський Степан, укладено 1929 року. Затверджені як дійсні XVI Великим Збором Українських Націоналістів (ВЗУН).
Автор мотто (прологу або вступу) націоналіст та поет Роман Чайковський.

## Сучасне використання
З часом Декалог не втратив свою актуальність, а навіть навпаки - став ще актуальнішим. На рівні з Молитвою Українського Націоналіста, читання Декалогу є однією з головних традицій українських націоналістичних організацій, таких як Правий сектор, ВО «Тризуб» ім. Степана Бандери, Азов, Традиція і порядок, Карпатська Січ, та інші. Зокрема й використовується молодіжними рухами як: Національний Альянс, Центурія, Права Молодь, Молодіжний націоналістичний конгрес, Галицька Молодь, Український Союз Гетьманців Державників та ін. 
Один з просвітників українського націоналізму Олексій Рейнс з позивним "Консул" опублікував розшифровку значення окремих пунктів Декалогу. Цей методичний матеріал використовується бійцями «Азову», «Третьої штурмової бригади», спецпідрозділу «Кракен» та інших підрозділів української армії при роботі з особовим складом.
ГО «Права Молодь» стилізувала Декалог, поєднавши з загиблими героями Тарасом Бобаничен "Хаммером" та Дмитром Коцюбайлом "Да-Вінчі".
Також варто наголосити на тому, що сучасна версія написання Декалогу дещо відрізняється від першої. 7 пункт звучав так: «Не завагаєшся виконати найбільший злочин, якщо цього вимагатиме добро Справи». 8 пункт частично зазнав змін таких як, замість «безоглядною боротьбою» було «і підступом прийматимеш ворогів Твоєї Нації». А от в 10-му пункті навпаки прибрали останні слова «навіть шляхом поневолення чужинців». Але не зважаючи на те, що деякі пункти зазнали правок сама сутність Декалогу залишилась незмінною.